# Veil of Maya
Veil of Maya — американський дезкор-гурт утворений в Чикаго, штат Іллінойс, Марком Окубо і Семом Епплбаумом в 2004 році. В даний час гурт підписав контракт з Sumerian Records, вони випустили чотири повноформатних студійні альбоми. Гурт зробив дуже великий внесок у "Djent" сцену. Назва гурту походить від індуїстської ілюзії, Майя.

## Історія

### Формування та перший демо альбом (2004-2006)
Veil of Maya утворена в 2004 році в місті Чикаго, штат Іллінойс,
після розпаду мелодік-дез метал групи, що призвело членів Марк Окубо (гітара), Сем Епплбаум (барабани) і Кріс Хіглер (басист), до створення нового проекту. 
Гітарист Тімоті Маршалл та вокаліст  Адам Клеманс приєднався незабаром після цього.
Вони самостійно випустили демо в
2005 році, гітарист Скотт Окарма  на деякий час приєднався до групи.
Група активно брала участь у місцевих концертах і гастролях.
На початку Veil of Maya були групою з шести осіб зокрема з трьома гітаристами, але це тривало всього кілька місяців до як Маршалл і Окарма покинули групу. 
Брайан Раппел замінити їх як на таким чином, вони повернули свій
склад назад на п'ять осіб.

### All Things Set Asideта TheCommon Man's Collapse(2006–2009)
Незабаром гурт випустив свій перший повноформатний альбом під назвою «All Things Set Aside» через Corrosive Recordings у 2006-му році.
На початку 2006 вокаліст Клеманс і гітарист Раппел покинули групу.
Тоді в групу взяли тодішнього 20
річного Брендона Батлера, колишній вокаліст метал групи «Iscariot». 
Також вирішили не шукати нового ритм-гітариста, в результаті чого Veil of Maya, стали групою з чотирьох учасників.
У січні 2008 року, зі зростом популярності та успішних гастролів, Veil of Maya підписує контракт з Sumerian Records.  
Менеджер Sumerian Шон Кейт і засновник
Еш Евілдсен були взахваті від партнерства з групою.
Наступний альбом гурту «The Common Man's Collapse» був записаний з Батлером в 2008 році і випущений в тому ж році. Незабаром після релізу альбому, група розлучилася з басистом Крістофером "Кріс" Хіглером в 2009 році, і був замінений на Метью Пантеліса, який раніше грав у Born of Osiris

### [id]таEclipse(2010–2012)
Після випуску свого другого альбому, гурт кілька місяців провів в великому турне, після чого вони взялись за запис їхнього наступного альбому під назвою [id].
Реліз [id] відбувся 6 квітня 2010 року, і досяг 107-го місця на Billboard 200
Група знову почала працювати з продюсером Майклом Кіном The Faceless для цього альбому, який раніше працював на їхнім альбомом The Common Man's Collapse. Назву альбому було отримано від альтер-его головного героя PlayStation-гри Xenogears. Сам альбом також має декілька концепцій посилання на інші теми в популярній культурі, особливо телевізійних шоу.
Після виходу [ID], Пантеліс також залишив групу, його замінив Денні Хаузер, в 2010-му році.
13 січня 2012, Sumerian Recordsвипустила тизер для найочікуванішого альбому Eclipse.
17 січня сингл "Vicious Circles" був випущений на Itunes. 
Реліз альбому Eclipse був 28 лютого 2012 також в записі брав участь гітарист гурту Periphery Міша Мансур.

### Вихід Батлера і прихід Маґ'яра (2013-по теперішній час)
26 вересня 2014 було оголошено, щ вокаліст Брендон Батлер залишив груп після 7 річного перебування в ній.
Батлер прокоментував свій вихід посилаючись на особисті і творчі відмінності, але як і раніше підтримує своїх колишніх колег по групі. 
З 1 січня 2015 було оголошено, вокаліст Arms of Empire Лукас
Maґ'яр приєднався до групи, замінюючи Батлера.
Група також презентувала новий
синглу під назвою "Fenix"

## Учасники
| Теперішні учасники - Марк Окубо – гітара (2004–наш час) - Сем Епплбаум – барабани (2004-наш час) - Денні Хаузер – bass guitar (2010–наш час) - Лукас Маґ'яр – вокал (2014–наш час) | Колишні учасники - Тімоті Маршал – гітара (2004–2006) - Вдам Клеманс – вокал (2004–2007) - Крістофер Хіглер – бас-гітара (2004–2009) - Скот Окарма – гітара (2006) - Браян Раппел – гітара (2006–2007) - Брендон Батлер – вокал (2007–2014) - Метью Пантеліс – бас-гітара (2009–2010) |

## Дискографія
- All Things Set Aside (2006)
- The Common Man's Collapse (2008)
- [id] (2010)
- Eclipse (2012)
- Matriarch (2015)

## Відеографія
| Назва                         | Рік  | Продюсер      | Альбом                    |
| ----------------------------- | ---- | ------------- | ------------------------- |
| "It's Not Safe to Swim Today" | 2009 | Ендрю Паласкі | The Common Man's Collapse |
| "Unbreakable"                 | 2010 | Рауль Ґонзо   | [id]                      |
| "20/200 // Divide Paths"      | 2013 | –             | Eclipse                   |